# انشراح الحياصات
انشراح إبراهيم محمد الحياصات لاعبة المنتخب الأردني لكرة القدم للسيدات ولدت في (25 نوفمبر 1991) تلعب في مركز الدفاع.

## وصلات خارجية
- انشراح الحياصات على موقع Soccerway.com (الإنجليزية)

1. ↑  "Jordan - Enshirah Alhyasat - Profile with news, career statistics and history - Soccerway". int.soccerway.com (بالإنجليزية). Archived from the original on 2019-12-13. Retrieved 2018-09-01.